# ワインスタイン効果
ワインスタイン効果（英語: Weinstein effect）は、強い権力を持つ男性有名人・男性権力者による性犯罪が告発されるようになった世界的な傾向のことである。2017年10月にアメリカの映画プロデューサーのハーヴェイ・ワインスタインによる性的虐待についての告発が各メディアにより報道されたことが世界的に波及した。告発は「転換点」または「分水嶺」とされ、セクシャルハラスメントに対する「全国的な清算」を引き起こした。 
この影響が、セクシャルハラスメントや暴行の経験を共有することを奨励するMe Too運動を引き起こし、2つの出来事を引き金として、米国で多くの権力の地位にある男性が迅速に解任され、世界中の男性の責任が問われることになった。エンターテインメント業界では、告発により俳優と監督が解雇された。

## 第三者言及
朝日新聞グローブ内の記事では、日本でワインスタイン効果を広げるための手段について記者の藤えりかがジェシカ・チャステインに対して質問を行った。ジェシカは、性的被害の議論が曖昧なまま終了しないように、女性がそうしたものに支持を表明することが大切だ、と答えたことが記されている。
雇用問題弁護士のケネス・カッツは、ワインスタイン効果の広がりに伴って、企業がハラスメントの問題に対して和解の方向を一層強めていくのではないか、という見方を示している。